# فصة هجينة
الفصة الهجينة (باللاتينية: Medicago hybrida) نوع نباتي يتبع جنس الفصة من الفصيلة البقولية.

## الموئل والانتشار
موطنها فرنسا.

## مرادفات للاسم العلمي
- (باللاتينية: Trigonella hybrida Pourr.)
- (باللاتينية: Medicago pourretii Noulet)